# 奥畑幸典
奥畑 幸典（おくはた ゆきのり、1988年9月26日 - ）は、日本の男性声優。徳島県出身。青二プロダクション所属。

## 略歴
小学6年生の時のクリスマスに買ってもらったラジオカセットレコーダーで聴いたラジオドラマから、声での芝居に興味を持つ。
徳島県立看護学院、青二塾大阪校30期卒業。
声優になる前は兵庫県神戸市で看護師をしていた。

## 人物
資格は普通自動車運転免許、准看護師免許、危険物取扱者乙種全類。
趣味はギター、ドラムス、観劇。
特技はソフトテニス、阿波踊り。
方言は阿波弁、大阪弁。

## 出演

### テレビアニメ
2014年
- くつだる。（紙づまり 他）

2015年
- 影鰐-KAGEWANI-（ショウゴ、隊員、ジロウ）
- それが声優!（共演者）
- ONE PIECE（2015年 - 2024年、部下、コンスロット、サンベル、ドリンゴ、ポンプ 他）

2016年
- 金田一少年の事件簿R（客）

2017年
- CHAOS;CHILD（人々D、若者男子A）
- 進撃の巨人（モブリットの部下）
- 名探偵コナン（2017年 - 2020年、自衛隊員、青年）

2018年
- クレヨンしんちゃん（カメスマホ）
- ドラえもん（テレビ朝日版第2期）（警察官A）

2021年
- ちびまる子ちゃん（テレビナレーター）
- テスラノート（男性1）

2022年
- ドラ馬チック脳内（実況）
- ニンジャラ（御庭番衆、討伐隊、教官）

### Webアニメ
- ぶらどらぶ（2021年、生徒、映画研究部部員）
- トニカクカワイイ 〜制服〜（2022年、ナレーション）

### ゲーム
2014年
- ドラゴンコレクション5 進撃のシシトウ団（フォッシルスライサー、コロク）

2015年
- 英雄伝説VI 空の軌跡（ゾシモフ、フォークナー）
- 東亰ザナドゥ（テツオ 他）

2016年
- イースVIII -Lacrimosa of DANA-（カシュー）
- ELCHRONICA【エルクロニカ】（ウルセン）
- オール仮面ライダー ライダーレボリューション（仮面ライダーJ）
- 追憶の青（ライオネル、ロベルト、ザック、アルス）

2019年
- ペルソナ5 ザ・ロイヤル

2022年
- コードギアス 反逆のルルーシュ ロストストーリーズ
- ゼノブレイド3

2023年
- 龍が如く7外伝 名を消した男

2025年
- 真・三國無双 ORIGINS（呂蒙）

### 特撮
- 宇宙戦隊キュウレンジャー（2017年、モーレツヨインダベーの声）
- 機界戦隊ゼンカイジャー（2021年、クダイターの声）

### ナレーション
- 港区情報番組 区民とともに「赤坂氷川山車 巡行を支える人々」
- 秘密のケンミンSHOW 極（2021年2月 - 2023年3月 、読売テレビ・日本テレビ）

### ボイスオーバー
- 世界一受けたい授業
- 世界が驚いたニッポン! スゴ〜イデスネ!!視察団
- みんなのニュース
- 村上マヨネーズのツッコませて頂きます!
- モーガン・フリーマンが語る宇宙
- 世界くらべてみたら
- 世界の怖い夜
- 世界まる見え!テレビ特捜部

### ラジオ番組
- 青山二丁目劇場
  - -地球最終日-（マサナリ）
  - -そろそろいかなくちゃ-（ボク）
  - -あなたの未来.com-（亮太）
  - -じいちゃんとの約束-（村岡）
  - -頭痛の種-（高田）
  - -背番号18-（津田）
  - -春の花を見つけた時に-（大輝）
  - -美味しいけど食べられない-（コウジ）
  - -Room201-（アレン）
  - -カーテンと小説の向こう-（居酒屋の店員）
  - -カロリーハンター細井さんの憂鬱-（イタリア料理店の店員）
  - -Q&A-（男）
  - -人生相談という悩み-（悩み相談者）
- みんなの作文（朗読）

### その他コンテンツ
- 仮面ライダーゴーストファイナルステージ（グレートマイザーの声）
- 仮面ライダーエグゼイドスペシャルイベント「仮面ライダーエグゼイド vs 仮面戦隊ゴライダー」（ミドライダーの声）